# Palazzo Pucci
Palazzo Pucci è uno storico palazzo di Firenze, che dà il nome anche alla via de' Pucci dove sorge. Occupa quasi un isolato tra le vie Ricasoli e dei Servi, ed è organizzato su tre nuclei, rispondenti ad altrettanti cortili, che nati in un progetto unitario hanno avuto poi vicende e proprietà diverse. Il nucleo al n.6, in angolo con via Ricasoli 14-16-18, è ancora abitato dai discendenti della famiglia Pucci; quello centrale (via dei Pucci 4) è oggi diviso in appartamenti; quello ad ovest (via dei Pucci 2, via dei Servi) appartiene all'arcidiocesi di Firenze. Parte dei saloni di questa porzione di edificio sono adibiti a eventi privati e aziendali, meeting, congressi e ricevimenti.

## Storia

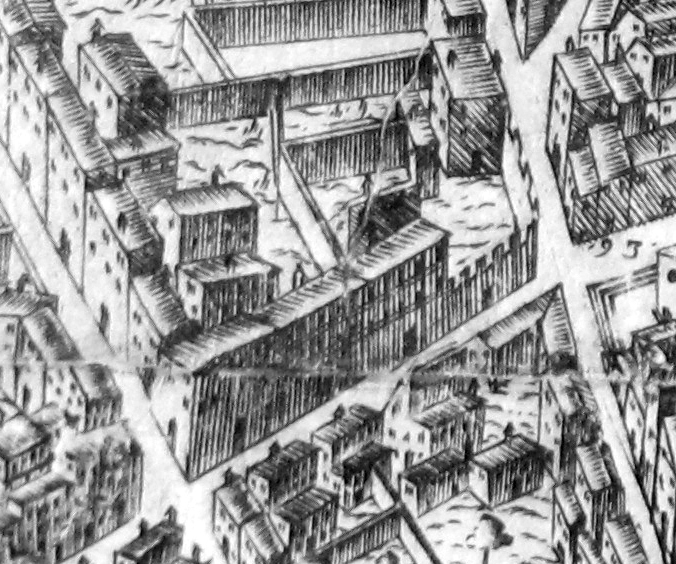
Il palazzo nella pianta del Buonsignori

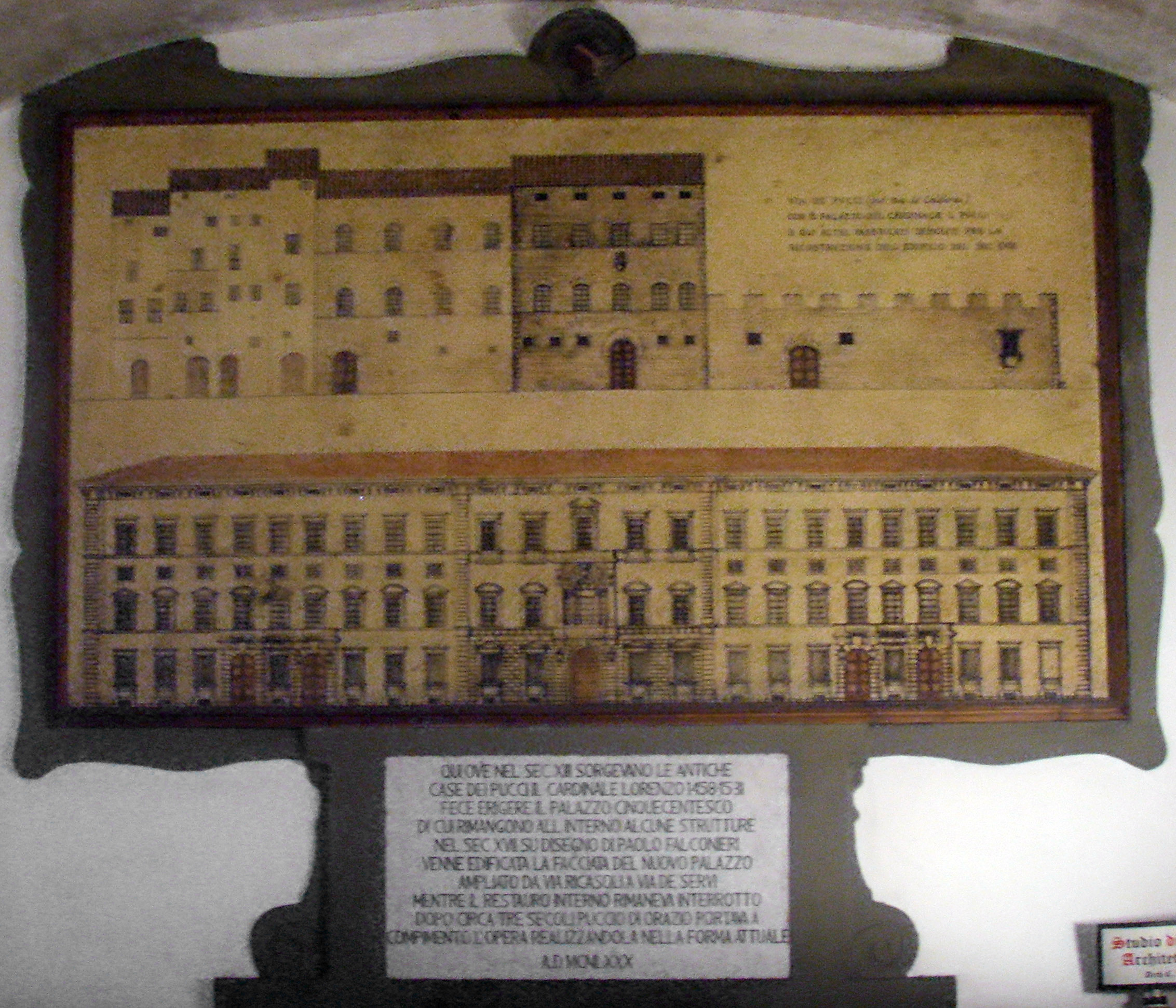
Prospetto antico e moderno di Palazzo Pucci

La storia della grande fabbrica ha inizio nel 1480, quando Antonio Pucci acquistò in questa zona varie case e orti (in parte dei Parenti e dei del Palagio), primo nucleo dell'attuale palazzo. Prima del 1525, a dare una prima unità alle varie proprietà, Antonio da Sangallo il Giovane intervenne sul nucleo centrale e su quello tra via dei Pucci e via dei Servi, determinando due diversi edifici contigui, in ragione di quelle che sarebbero state le successive divisioni patrimoniali.
Tra il 1528 e il 1534 fu costruito l'attuale palazzo, attribuito a Bartolomeo Ammannati, su incarico dei cardinali Roberto e Lorenzo Pucci, anche se il suo completamento, almeno della parte centrale, è documentato nella seconda metà del Cinquecento, molti anni dopo la morte del cardinale Lorenzo. Del primitivo palazzo cinquecentesco rimangono alcune tracce all'interno della parte centrale, come il balcone con le colonne su via Pucci. Le ragioni dell'attribuzioni all'Ammannati sono alcune somiglianze con i vicini palazzo Giugni e palazzo Grifoni, con l'uso della pietraforte al piano terra, la serliana riccamente decorata al primo piano, i mascheroni negli stipiti laterali e la finestra con timpano spezzato al primo piano.
Alla morte del senatore Niccolò (1625) la proprietà si divise definitivamente, toccando al primogenito e alla sua discendenza il palazzo maggiore, al secondogenito quello sulla cantonata su via dei Servi. Su quest'ultima proprietà si tornò a intervenire a partire dal 1681 e per circa i quindici anni successivi su incarico di Orazio Roberto Pucci, primo marchese di Barsento dal 1670, sulla base di un progetto redatto da Paolo Falconieri e, per quanto riguarda gli interni, con il coinvolgimento di pittori e quadraturisti, quali Giovanni da San Giovanni (una parte delle cui decorazioni è oggi al Museo Bardini), Jacopo Chiavistelli e Giovanni Domenico Ferretti.
Nel 1748 anche il palazzo adiacente fu interessato da lavori tesi a far assumere una veste unitaria alle due distinte proprietà, seguendo l'impianto voluto dal Falconieri ed ampliando la fabbrica fino a via Ricasoli con la demolizione delle unità edilizie che qui insistevano e che erano state acquistate nel corso del tempo: nell'ambito di tale cantiere furono tra gli altri coinvolti Antonio Giachi e Bernardino Ciurini, come risulta da pagamenti protratti dal 1748 al 1754. Conclusi i lavori architettonici, dal 1751 si lavorò agli apparati decorativi delle sale al piano terra e al piano nobile (ma già attorno al 1709 era stato coinvolto Giovanni Battista Foggini per la realizzazione del "salone degli specchi").
Restauri alla facciata sono invece documentati nel 1923, nel 1937 e nel 1958. Tra il 1961 e il 1965 si intervenne sull'intero complesso con un intervento di restauro a cura dell'architetto Piero Sanpaolesi.
Il cortile centrale venne restaurato su iniziativa di Puccio Pucci solo nel 1980, come ricorda una targa con un disegno del palazzo confrontato con le antiche case medieavali dei Pucci. Da allora ospita una galleria commerciale.
Il palazzo appare nell'elenco redatto nel 1901 dalla Direzione Generale delle Antichità e Belle Arti, quale edificio monumentale da considerare patrimonio artistico nazionale.

## Descrizione

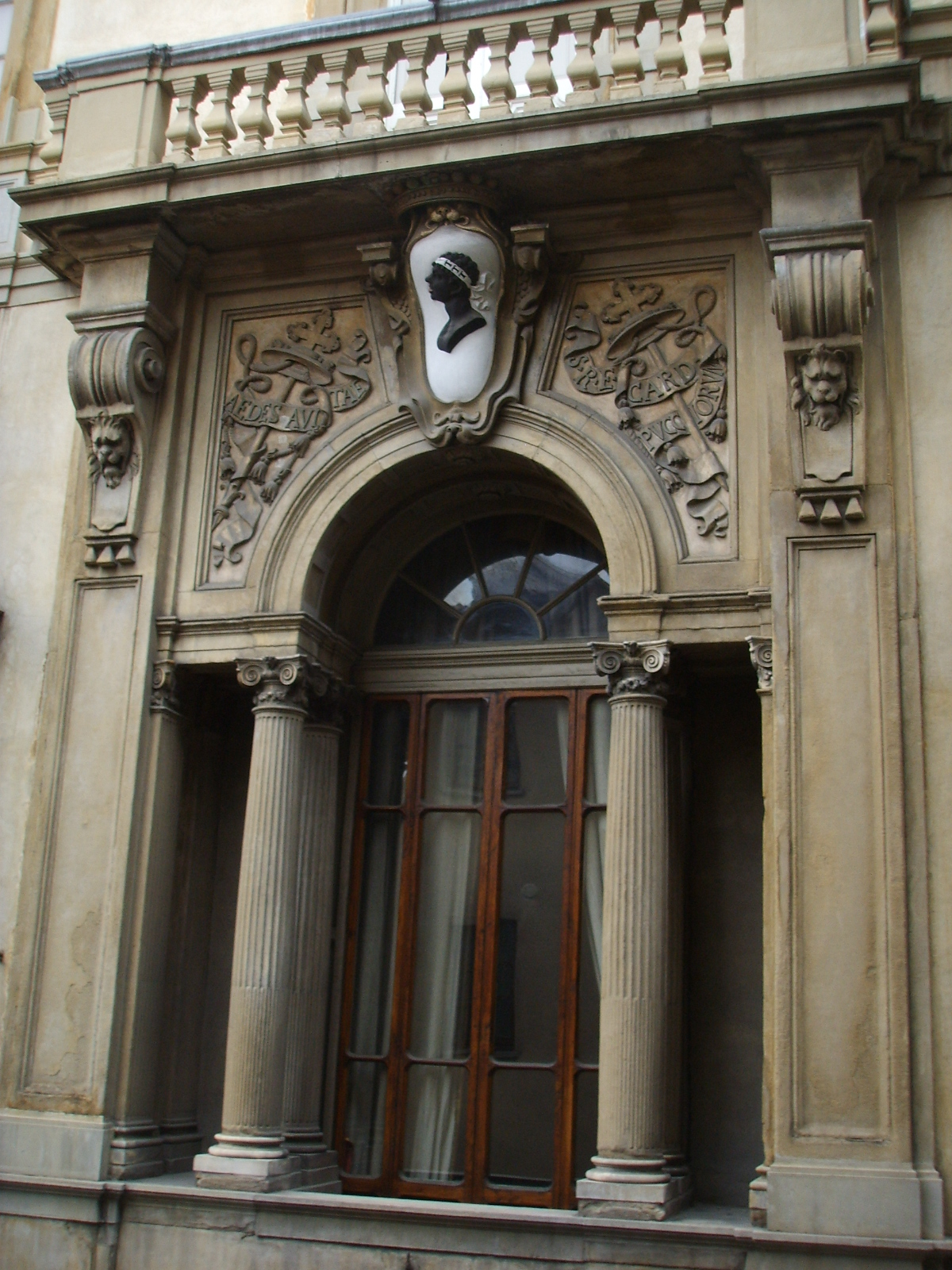
Il balcone con la serliana di palazzo Pucci

"Il lunghissimo fronte unico dei due palazzi è organizzato secondo tre sezioni accostate, di cui quella centrale più ornata; il bugnato rustico definisce l'edificio dalle quattro finestre del piano terreno, prossime al portone centrale, fino al fregio che divide il terreno dal primo piano, dove un finestrone arcuato rappresenta il fulcro del prospetto, incassandosi nel muro con un organismo di archi e colonne. Gli stucchi del finestrone che incorniciano lo stemma Pucci, è probabile che siano opera di Bartolomeo Portogalli per il quale risultano pagamenti per la nuova fabbrica nel 1758-1759. Molto più semplici e dilatate orizzontalmente le facciate laterali rispetto a quella centrale, con il bugnato rustico che inquadra i cantonali, in contrasto con il bugnato liscio in corrispondenza agli accessi terreni" (Adsi 2009/1).

### Primo cortile

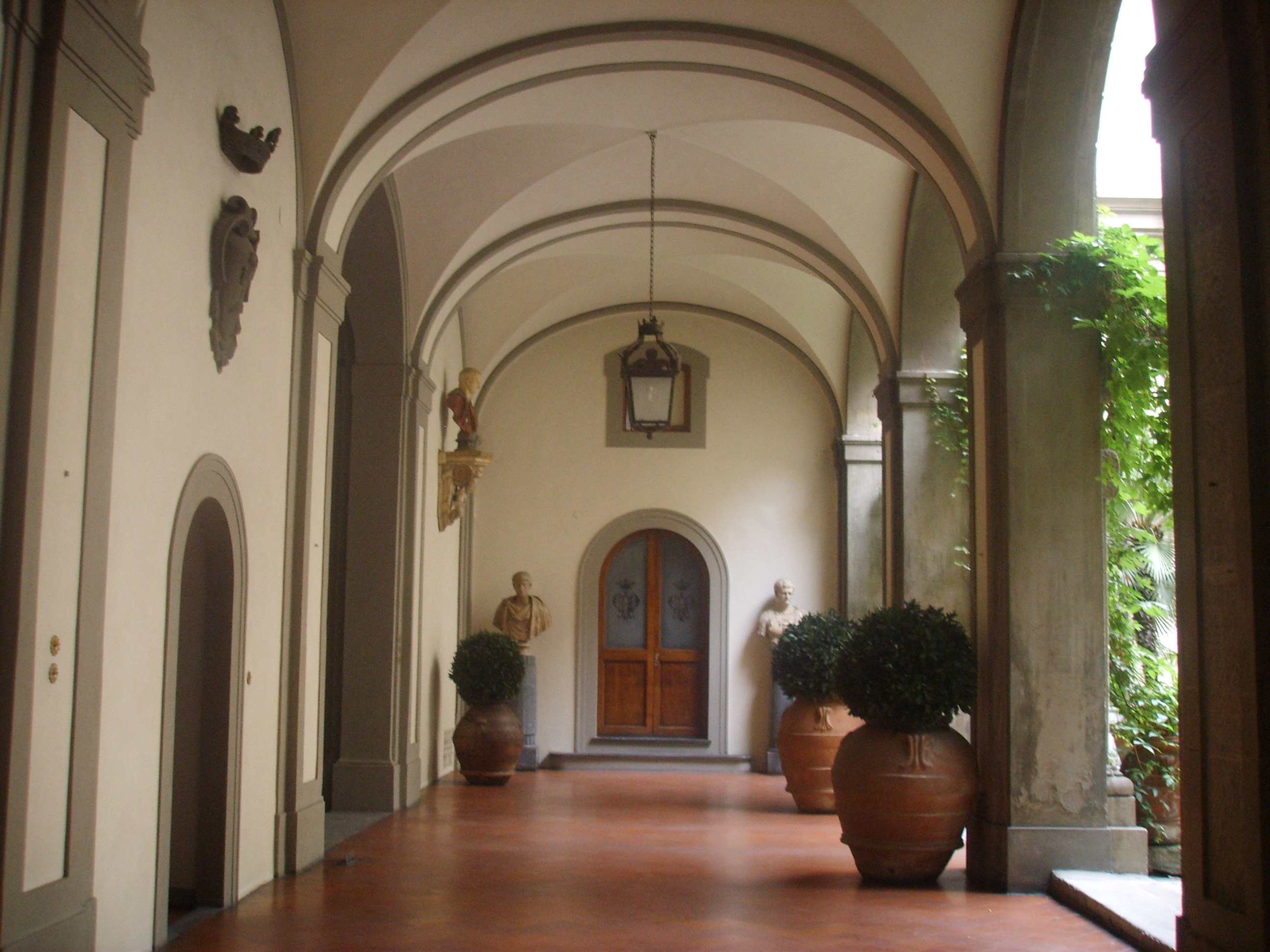
Primo cortile

Il primo cortile (a sinistra) corrisponde alla zona ancora abitata dai marchesi Pucci. Questa parte si sviluppa per nove assi su via de' Pucci e per sei su via Ricasoli, e appartenne allo scomparso Emilio Pucci, primogenito di Orazio Pucci, che ha lasciato in eredità alla figlia Laudomia il marchio della casa di moda da lui creata, che ancora ha qui sede.
Il cortile risale alla sistemazione settecentesca in stile neoclassico e vi si accede da un androne coperto da volta a botte, decorato da alcuni bassorilievi con fatti della vita di Lorenzo e di Orazio Ruberto Pucci. È di forma quadrata con loggiato su due lati. Restaurato nel 2002, ospita un'antica carrozza ottocentesca, che si può intravedere dalla grata.
Cospicue, ma non visitabili, sono le collezioni di arredi e opere d'arte antiche della famiglia, che comprendono anche una tavola di Botticelli eseguita dal maestro proprio per le nozze Giannozzo Pucci nel 1483: fa parte di una serie di quattro scene delle Storie di Nastagio degli Onesti (dal Decameron), tre delle quali si trovano al Museo del Prado e una, quella forse ritenuta dagli antichi proprietari come la più bella, ancora qui.

### Secondo cortile

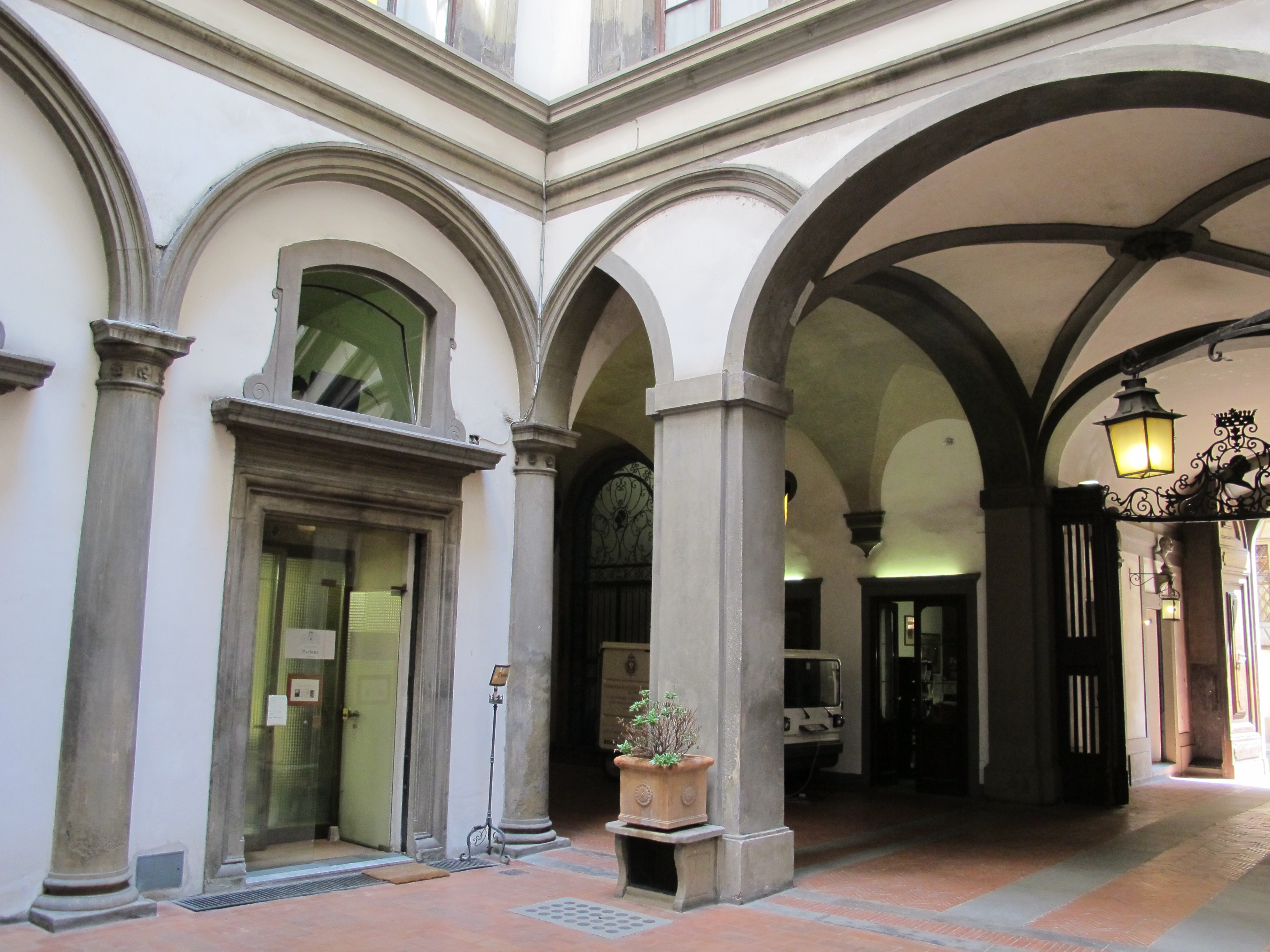
Secondo cortile

La parte più antica del palazzo è quella centrale, che si sviluppa attorno a quello che si può chiamare "secondo cortile", nato dalla fusione tra il cortile cinquecentesco dell'Ammannati e un secondo cortile, più arretrato rispetto alla strada, opera seicentesca del Falconieri.
La facciata in questa parte centrale è caratterizzata dalla pietra forte al piano terra, dal grande finestrone centrale piano con balconcino, dai mascheroni decorativi, il fregio dorico e i timpani spezzati delle finestre al secondo piano: tutte estrose invenzioni tipiche del periodo manierista. Si notano inoltre il simbolo del cappello cardinalizio e lo stemma Pucci con la testa di moro.
Dal portone principale, attraverso la cancellata lignea, si accede ad un vasto androne che immette nel cortile restaurato negli anni ottanta del Novecento per volontà del marchese Puccio Pucci, trasformando lo spazio in una sorta di raffinata galleria commerciale. Da segnalare le colonne con capitelli tuscanici, che forse formavano l'antico cortile cinquecentesco, e le finestre che si affacciano sulla corte, con dimensioni decrescenti rispetto al progredire dell'altezza. Sulla destra è un prospetto che illustra come erano le case medioevali prima del rifacimento seicentesco e una memoria in ricordo dell'intervento di restauro, datata 1980.
All'interno, oltre agli affreschi già citati, la letteratura segnala dipinti murali di Giuseppe Bezzuoli e Luigi Ademollo.

### Terzo cortile
La famiglia Pucci è stata un'antica alleata dei Medici, per i quali ricoprirono in stretta alleanza numerose cariche pubbliche soprattutto nel Quattrocento. Nonostante ciò nel 1560 Pandolfo Pucci venne scoperto e accusato di congiura contro il Granduca Cosimo I. Era stato infatti previsto che dei sicari lo colpissero con un archibugio al passaggio del corteo granducale davanti al palazzo, alla curva per andare in Piazza della Santissima Annunziata, dove il granduca si recava abitualmente per le celebrazioni religiose nella basilica. La punizione per i congiuranti fu rigorosa, infatti Pandolfo e i suoi complici, tra i quali altri aristocratici membri della famiglia Ridolfi, furono impiccati a una finestra del Bargello, e anche al palazzo fu riservata una "punizione", dettata forse da prudenza e scaramanzia (quantomeno per risparmiare un brivido a Cosimo ogni qual volta si trovasse a passarvi davanti in processione), ma anche intesa come segno visibile della sconfitta dei congiurati: venne infatti decretata la chiusura della finestra incriminata. La finestra murata è ancora visibile all'angolo con via de' Servi.

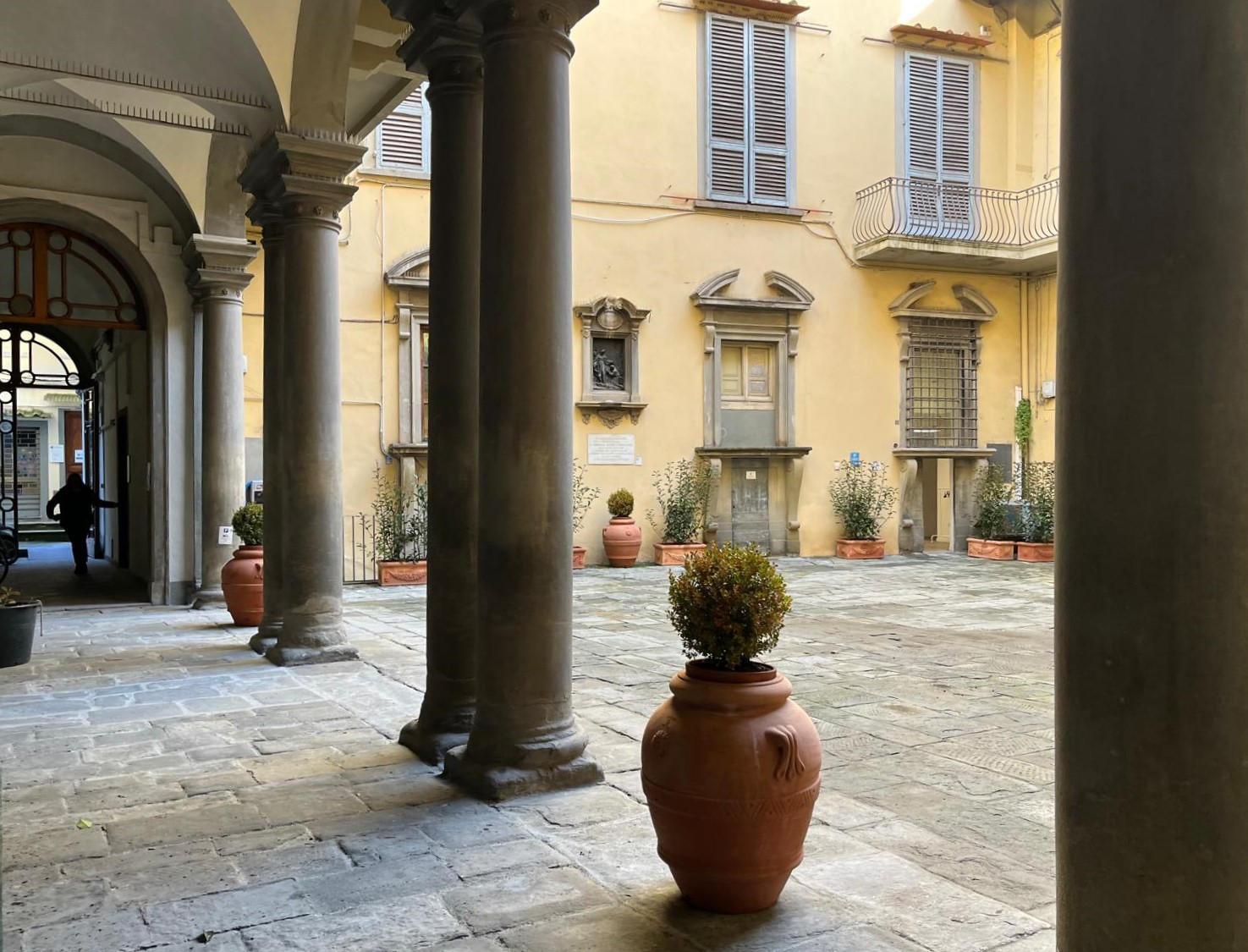
Terzo cortile

Il terzo nucleo, che si sviluppa per nove assi su via de' Pucci e per tre su via dei Servi, dove si trova la finestra murata per la "congiura dei Pucci". Questa parte appartenne al ramo della famiglia discendente da Alessandro Pucci (1603-1652), secondogenito del senatore Niccolò, e questo fino all'estinzione di questo stesso ramo, nel 1808. Passò quindi ai Baciocchi, ed è durante questa proprietà che parte del palazzo fu abitato dallo scultore statunitense Horatio Greenough. Attualmente l'immobile è di proprietà dell'Arcidiocesi di Firenze che, dai tempi dell'arcivescovo e cardinale Alfonso Maria Mistrangelo nel 1924, lo ha destinato ad uffici di associazioni culturali religiose - è attualmente sede delle emittenti Radio Toscana e Radio Firenze, e già nei primi decenni del Novecento ospitava, oltre al Circolo Cattolico, la sede del giornale "l'Unità Cattolica".
All'angolo con via dei Servi è presente uno stemma Medici con l'arme di Leone X (già in Firenze 1850 segnalato come "la cosa più degna di osservazione"), tradizionalmente attribuito a Baccio da Montelupo e originariamente posto sopra il muro dell'orto della proprietà, in pessime condizioni di conservazione e il cui progressivo e recente deterioramento è ampiamente documentato nelle fotografie presenti nella letteratura consultata (si veda ad esempio l'immagine riprodotta nel repertorio di Bargellini e Guarnieri). Nel 2017 grazie al contributo della Fondazione Cassa di Risparmio di Firenze, sono stati completati importanti restauri che hanno riguardato il Salone di Apollo e la Sala di Paride, i due ambienti principali. Attualmente questa parte del Palazzo è adibita a eventi privati e aziendali, la gestione è stata affidata alla Spazio Reale Eventi srl.
Da questo nucleo del palazzo provengono alcuni affreschi staccati di Giovanni da San Giovanni (tra cui al Museo Bardini), mentre restano in loco un salone affrescato da Jacopo Chiavistelli con due grandi dipinti di Francesco Curradi e Giovanni Bilivbert, entro cornici a mascheroni affrescate proprio da Giovanni da San Giovanni. Dello stesso autore resta poi un altro affresco sul soffitto col tema del Giudizio di Paride, in una stanza attigua al salone. Altri ambienti del piano nobile furono affrescati nel Settecento da Rinaldo Botti.

## Bibliografia

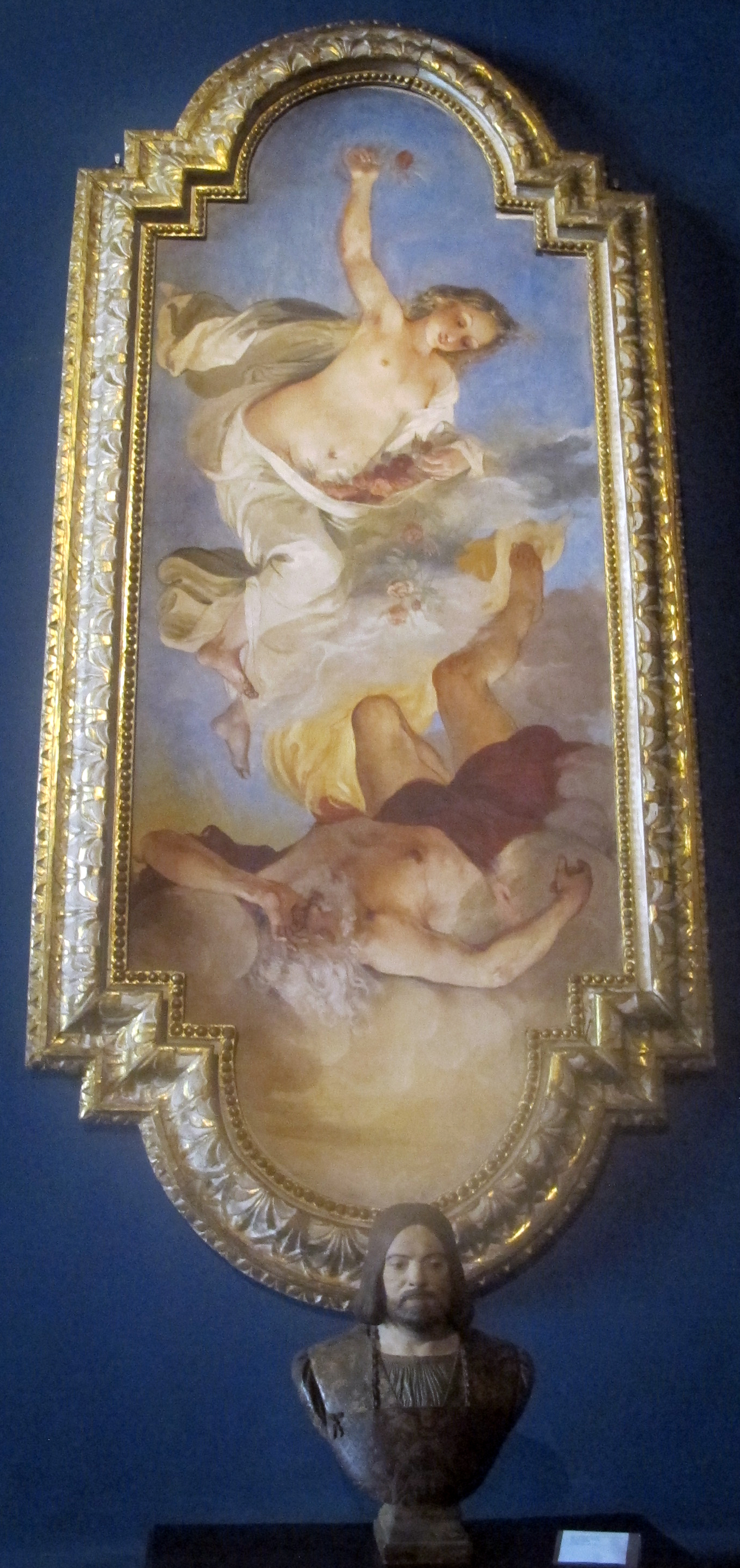
Giovanni da San Giovanni, Aurora e Titone, 1635 ca., già a palazzo Pucci (Museo Bardini)